# Interview (film)
Interview je americký hraný film z roku 2007. Natočil jej režisér Steve Buscemi podle scénáře, který napsal spolu s Davidem Schechterem. Jde o remake stejnojmenného nizozemského filmu z roku 2003, který natočil režisér Theo van Gogh. Buscemi ve filmu zároveň ztvárnil hlavní roli novináře, který dělá rozhovor s herečkou jménem Katya (Sienna Miller). Dále ve filmu hráli například Elizabeth Bracco, Molly Griffith a režisérův bratr Michael Buscemi. Originální hudbu složil Evan Lurie.